# Steve Bégin
Steve Bégin (výslovnost: [bežén]) je bývalý kanadský profesionální hokejový centr, který naposledy hrál v sezóně 2012/13 za Calgary Flames v NHL.

## Hráčská kariéra
V roce 1996 ho ve druhém kole draftu, celkově jako čtyřicátého draftovali Calgary Flames. 3. července 2003 byl s Chrisem Drurym vyměněn do Buffalo Sabres za Stevena Reinprechta a Rhetta Warrenera. Ještě než stačil odehrát jediný zápas, byl stažen z listiny nechráněných hráčů, kam ho Sabres zařadili týmem Montreal Canadiens 3. října stejného roku. Přestože nebyl střelcem gólů, fanoušci v Montrealu si ho oblíbili pro jeho tvrdou hru. 5. června 2006 tak podepsal novou smlouvu s Canadiens na tři roky přibližně za 1 milion dolarů na rok.
26. února 2009 byl vyměněn do Dallas Stars za Douga Janika.
1. července 2009 podepsal jednoletou smlouvu s Boston Bruins. Sezónu 2010/11 odehrál převážně na farmě Nashvillu Predators v Milwaukee, jeho posledním profesionálním ročníkem byl 2012/13 za Calgary Flames. Před sezónou 2013/14 uzavřel smlouvu s Abbotsford Heat, kvůli přetrvávajícímu zranění ale k žádnému utkání nenastoupil a v lednu 2014 ukončil kariéru.

### Ocenění
- 2000–01 – Calder Cup pro vítěze AHL
- 2000–01 – Jack A. Butterfield Trophy pro nejužitečnějšího hráče play-off AHL
- 2006–07 – Jacques Beauchamp Trophy pro hráče Canadiens za výjimečnou podporu organizace na ledové ploše

## Klubové statistiky
| Sezona                 | Klub                | Soutěž       | Základní část | Základní část | Základní část | Základní část | Základní část | Play off | Play off | Play off | Play off | Play off |
| Sezona                 | Klub                | Soutěž       | Z             | G             | A             | B             | TM            | Z        | G        | A        | B        | TM       |
| ---------------------- | ------------------- | ------------ | ------------- | ------------- | ------------- | ------------- | ------------- | -------- | -------- | -------- | -------- | -------- |
| 1995–96                | Val-d'Or Foreurs    | QMJHL        | 64            | 13            | 23            | 36            | 218           | 13       | 1        | 3        | 4        | 33       |
| 1996–97                | Val-d'Or Foreurs    | QMJHL        | 58            | 13            | 33            | 46            | 207           | 10       | 0        | 3        | 3        | 8        |
| 1996–97                | Saint John Flames   | AHL          | —             | —             | —             | —             | —             | 4        | 0        | 2        | 2        | 6        |
| 1997–98                | Val-d'Or Foreurs    | QMJHL        | 35            | 18            | 17            | 35            | 73            | 15       | 2        | 12       | 14       | 34       |
| 1997–98                | Calgary Flames      | NHL          | 5             | 0             | 0             | 0             | 23            | —        | —        | —        | —        | —        |
| 1998–99                | Saint John Flames   | AHL          | 73            | 11            | 9             | 20            | 156           | 7        | 2        | 0        | 2        | 18       |
| 1999–00                | Saint John Flames   | AHL          | 47            | 13            | 12            | 25            | 99            | —        | —        | —        | —        | —        |
| 1999–00                | Calgary Flames      | NHL          | 13            | 1             | 1             | 2             | 18            | —        | —        | —        | —        | —        |
| 2000–01                | Saint John Flames   | AHL          | 58            | 14            | 14            | 28            | 109           | 19       | 10       | 7        | 17       | 18       |
| 2000–01                | Calgary Flames      | NHL          | 4             | 0             | 0             | 0             | 21            | —        | —        | —        | —        | —        |
| 2001–02                | Calgary Flames      | NHL          | 51            | 7             | 5             | 12            | 79            | —        | —        | —        | —        | —        |
| 2002–03                | Calgary Flames      | NHL          | 50            | 3             | 1             | 4             | 51            | —        | —        | —        | —        | —        |
| 2003–04                | Montreal Canadiens  | NHL          | 52            | 10            | 5             | 15            | 41            | 9        | 0        | 1        | 1        | 10       |
| 2004–05                | Hamilton Bulldogs   | AHL          | 21            | 10            | 3             | 13            | 20            | 4        | 0        | 2        | 2        | 8        |
| 2005–06                | Montreal Canadiens  | NHL          | 76            | 11            | 12            | 23            | 113           | 2        | 0        | 0        | 0        | 2        |
| 2006–07                | Montreal Canadiens  | NHL          | 52            | 5             | 5             | 10            | 46            | —        | —        | —        | —        | —        |
| 2007–08                | Montreal Canadiens  | NHL          | 44            | 3             | 5             | 8             | 48            | 12       | 0        | 3        | 3        | 8        |
| 2008–09                | Montreal Canadiens  | NHL          | 42            | 6             | 4             | 10            | 27            | —        | —        | —        | —        | —        |
| 2008–09                | Dallas Stars        | NHL          | 20            | 2             | 1             | 3             | 15            | —        | —        | —        | —        | —        |
| 2009–10                | Boston Bruins       | NHL          | 77            | 5             | 9             | 14            | 53            | 13       | 1        | 0        | 1        | 10       |
| 2010–11                | Milwaukee Admirals  | AHL          | 36            | 3             | 3             | 6             | 30            | 13       | 3        | 4        | 7        | 12       |
| 2010–11                | Nashville Predators | NHL          | 2             | 0             | 0             | 0             | 4             | —        | —        | —        | —        | —        |
| Celkem v NHL           | Celkem v NHL        | Celkem v NHL | 488           | 52            | 48            | 100           | 539           | 36       | 1        | 4        | 5        | 30       |
| Konec hokejové kariéry |                     |              |               |               |               |               |               |          |          |          |          |          |